# Dasyhelea adami
Dasyhelea adami är en tvåvingeart som beskrevs av Vattier 1964. Dasyhelea adami ingår i släktet Dasyhelea och familjen svidknott.
Artens utbredningsområde är Kongo. Inga underarter finns listade i Catalogue of Life.